# Робін Бенгтссон
Робін Бенгтссон (швед. Robin Bengtsson; нар. 27 квітня 1990, Свенюнга, Швеція) — шведський співак, учасник реаліті-шоу «Idol 2008», який представляв Швецію на музичному конкурсі «Євробачення-2017» з піснею «I Can't Go On».

## Кар'єра
Робін брав участь у музичному реаліті-шоу «Idol 2008», зайнявши там 3-е місце. В середині 2009 року він підписав контракт з лейблом Merion Music і випустив сингл «Another lover's Gone». Він був гостем на ток-шоу Катрін Зитомирска Idol 2008: Eftersnack і на телепередачі Sexuellt телеканалу ZTV.
У 2010 році Робін брав участь у записі пісні «Wake Up World» для фонду допомоги постраждалим від землетрусу на Гаїті «Hjälp Haiti» з Карлом Мартиндалем і Даніелем Карлссоном, а також записав з Кімом Франссоном пісню «Long Long Night». У 2010 році Робін брав участь в екстремальному шоу Wipeout і зайняв 2-е місце. У 2016 році він брав участь у музичному конкурсі Melodifestivalen з піснею «Constellation Prize» і зайняв 5-е місце.
У 2017 році Робін знову брав участь у Melodifestivalen з піснею «I can't Go On» і здобув перемогу, отримавши право представляти Швецію на Євробаченні. Він виступив у першому півфіналі 9 травня, а у фіналі 13 травня за підсумками голосування посів	5 місце.

## Дискографія

### EP
| Назва         | Дані                                                                             |
| ------------- | -------------------------------------------------------------------------------- |
| Under My Skin | - Випущено: 8 травня 2014 - Лейбл: Merion Music Group - Формат: digital download |

### Сингли
| "Fields of Gold"                                                  | 2008 | 15 | Н/Д                   |     |
| "Another lover's Gone"                                            | 2009 | 8  | Н/Д                   |     |
| "Long Long Night" (feat. Kim Fransson)                            | 2010 | —  | Н/Д                   |     |
| "Wake Up World" (feat. Karl Martindahl & Daniel Karlsson)         | 2011 | —  | Н/Д                   |     |
| "Cross the Universe"                                              | 2012 | —  | Н/Д                   |     |
| "I don't Like to Wait"                                            | 2013 | —  | Sleep on It           |     |
| "Fired" (feat. J-Son)                                             | 2014 | —  | Sleep on It           |     |
| "Nothing in Return"                                               | 2014 | —  | Н/Д                   |     |
| "Sleep On It"                                                     | 2014 | —  | Sleep On It           |     |
| "Constellation Prize"                                             | 2016 | 2  | - GLF: 2 x платиновий | Н/Д |
| "Stevie Wonder"                                                   | 2016 | —  |                       | Н/Д |
| "That's Christmas to Me"/"Have Yourself a Merry Little Christmas" | 2016 | —  |                       | Н/Д |
| "I can't Go On"                                                   | 2017 | 6  | В очікуванні          |     |
| "—" означає, що сингл в чарт не потрапляв                         |      |    |                       |     |

### Як запрошений артист
| Назва                                                                 | Рік  | Найвища позиція в чарті | Album |
| Назва                                                                 | Рік  | SWE                     | Album |
| --------------------------------------------------------------------- | ---- | ----------------------- | ----- |
| "Tjena Tjena Tjena" (Byz feat. Kriss & Robin Bengtsson)               | 2012 | —                       | Н/Д   |
| "Paper Cuts" (G&G vs Dave Darrell feat. Robin Bengtsson)              | 2013 | —                       | Н/Д   |
| "Something's Bothering Me" (Lotus featuring Robin Bengtsson & Пастка) | 2016 | —                       | Н/Д   |

### Інші сингли
| Назва                             | Рік  | Найвища позиція в чарті | Альбом |
| Назва                             | Рік  | SWE                     | Альбом |
| --------------------------------- | ---- | ----------------------- | ------ |
| "När vindarna viskar mitt namn"   | 2008 | 58                      | Н/Д    |
| "Dude Looks Like a Lady"          | 2008 | 44                      | Н/Д    |
| "(Sittin On) The Dock of the Bay" | 2008 | 39                      | Н/Д    |
| "My Love Is Your Love"            | 2008 | 21                      | Н/Д    |
| "Joyful, Joyful"                  | 2008 | 54                      | Н/Д    |
| "Black Or White"                  | 2008 | 36                      | Н/Д    |